# Martin Garat
Pour les articles homonymes, voir Garat.
Martin, 1er baron Garat (12 décembre 1748 - Bayonne † 11 mai 1830 - château de la Briqueterie, à Ris), est un administrateur français des XVIIIe et XIXe siècles, directeur général de la Banque de France.
Garat est qualifié de « cheville ouvrière » de la banque et de « fondateur de l'ordre admirable qui règne dans les écritures » par le gouverneur Jaubert dans un rapport de 1810. Comme directeur général de la banque, il présentait les affaires à traiter au conseil de régence et exécutait les décisions adoptées.

## Biographie
Les seuls renseignements que nous ayons sur la première partie de la vie de Martin Garat sont très succincts. Martin, le dixième des treize enfants de Pierre Garat, maître menuisier, et de Marie Darrigol, naquit à Bayonne le 12 décembre 1748 et fut baptisé en la paroisse Notre-Dame. Il fut élevé et destiné au commerce et gagnait déjà sa vie à quatorze ans. Son attitude et ses talents lui méritèrent au bout de huit ans de travaux de faire société (s'associer) avec la plus forte maison de commerce de ladite commune. Il dissout sa société en 1782 pour faire un voyage à l'Amérique avec une cargaison considérable. Revenu en France en 1783, il continua son commerce jusqu'en 1785.
Il vint à Paris dans le dessein de former un établissement dans l'Inde. La même année 1785, il entra au Trésor royal, qui était la caisse générale des revenus de l'État.
Dans un état des traitements du personnel du Trésor royal, datant de cette époque, Martin Garat figure comme premier commis de la caisse générale de département, avec un traitement annuel de 12 000 livres. Il a l'un des trois plus importants traitements des cinq départements du Trésor royal à Paris. Premier commis du grand comptant du Trésor royal, Martin Garat était déjà, à la fin de l'Ancien Régime, un fonctionnaire d'une certaine importance. Ses anciennes activités de négoce l'avaient enrichi et, en 1791, il procéda à plusieurs acquisitions.
En juillet 1791, il fut nommé caissier général de la Trésorerie nationale que l'Assemblée nationale constituante venait de créer et qui avait fait appel aux principaux responsables du Trésor public. Les six commissaires administrateurs de la Trésorerie nationale autorisèrent, le 23 avril 1792, « M. Garat, caissier général, à recevoir les sommes que des citoyens pourraient apporter en espèces à la Trésorerie, et à leur remettre la somme équivalente en assignats. »
Mais c'était la Révolution et Martin Garat eut des difficultés avec le gouvernement des Girondins et le ministre de l'Intérieur Roland en particulier, qui l'accusa d'une mauvaise gestion des fonds de la Trésorerie. Le 25 août 1792, ses comptes furent vérifiés par les commissaires de la Trésorerie nationale, sous la surveillance des députés Cambon et Guyton, commissaires du comité des finances de l'Assemblée nationale ; ils furent reconnus « parfaitement en règle ». Aussitôt après, ne pouvant admettre la moindre suspicion à son égard, Garat donna sa démission.
N'étant plus fonctionnaire public, Martin Garat fut astreint, à cette époque, au service de la Garde nationale de Paris et affecté à la 11e compagnie de la section armée du Mont-Blanc.
En mars 1793, Martin Garat fut nommé (par le général de La Bourdonnaye, celui-là même auquel il avait acheté deux ans plus tôt sa maison du Chesnay), adjoint aux adjudants-généraux de l'armée des Côtes, pour être employé à la 12e division militaire, à La Rochelle. Il partit donc de Paris le 24 mars, et se rendit alors à La Rochelle, auprès de l'armée des Côtes, mais l'état-major étant déjà composé, il ne put être employé.
Malade, il obtint l'autorisation de se rendre aux eaux de Barèges dans les Pyrénées « pour rétablir sa santé ». Il y passa un certain temps ainsi qu'à Bayonne. En septembre, après une absence de près de six mois, il rentra à Paris. Le 29 septembre 1793, il est arrêté et interné à la prison de La Force et ne fut libéré, grâce à la chute de Robespierre, que le 6 août 1794.

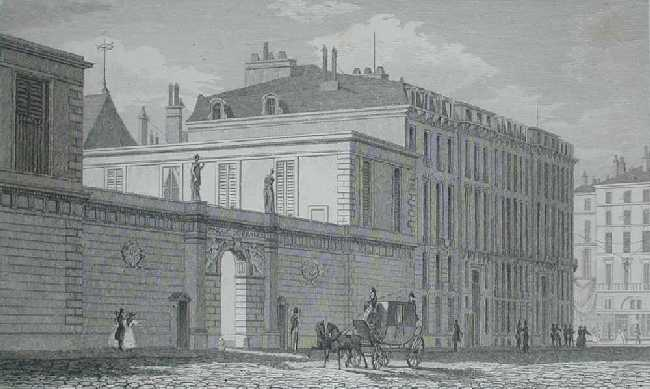
La Banque de France de Paris à l'origine : gravure de Miss Byrne, 1829

Au début de 1800, un groupe de banquiers, appuyé par le conseiller d’État Emmanuel Crétet, décida la constitution d’une banque, qui serait protégée par le gouvernement : la Banque de France. Le 27 février 1800, le conseil général de régence de la Banque de France, qui se composait de régents et de censeurs, arrêta que Garat, directeur général de la Caisse des comptes courants, était confirmé dans les fonctions de directeur général de la Banque de France. Celui-ci était placé sous l’autorité du président du conseil général de régence, Jean-Frédéric Perregaux.
De même que les billets de la Caisse de comptes courants avaient porté la signature de Garat, les billets de la Banque de France portèrent sa signature, et cela jusqu’à sa mort. 
La Banque de France, dont Martin Garat fut l’un des fondateurs et le véritable organisateur, allait jouer un rôle de plus en plus considérable dans la vie économique du pays et rendit de grands services à l’État. Le Premier Consul en suivait de près l’activité ; chaque semaine, il recevait un état des mouvements présenté par Perregaux et une situation signée par le directeur général Garat.
En 1806, l'Empereur plaça la Banque de France sous le contrôle du Conseil d'État, et mit à sa tête un gouverneur (le conseiller d'État Crétet) et deux sous-gouverneurs, nommés par l'État. Mais c'était entre le gouverneur et le conseil général de régence – dont dépendait jusqu'ici Garat– une véritable dualité de pouvoir. Garat conserva ses fonctions mais, à partir de 1808, avec le titre simplifié de directeur de la Banque de France. Martin Garat fut nommé, en 1807, membre du premier collège électoral de l'arrondissement de Paris et, comme tel, prêta serment à l'Empereur.
Dans un état du 31 décembre 1808, Garat figure, avec cent quatre actions, dans la liste des deux cents principaux actionnaires de la Banque de France qui détenaient un peu plus de cinquante pour cent du capital. Parmi ces deux cents actionnaires on trouve l'Empereur, les banquiers Perregaux, Laffitte, Mallet, Seillière, Hottinguer (23). Dans un état précédent, du 17 octobre 1807, Martin Garat détenait cent trente-trois actions de la Banque de France.

L'Empereur ayant demandé un rapport sur Garat au comte Jaubert, conseiller d'État et nouveau gouverneur de la Banque de France, voici ce que celui-ci écrivait le 9 août 1810 : 

« Monsieur Garat : 62 ans ; marié, 4 enfants : 2 garçons dont un de 16 ans, 2 filles dont l'aînée vient d'épouser le colonel baron Vallin ; avait occupé des places distinguées à la Trésorerie. Directeur de la Banque depuis l'origine ; fondateur de l'ordre admirable qui règne dans les écritures ; était la cheville ouvrière avant l'établissement du gouvernement de la Banque. Continue de se rendre éminemment utile ; fortune, environ 800 000 francs, dont partie en immeubles. »

En récompense de ses services et, en sa qualité de membre du premier collège électoral de Paris, Napoléon Ier le créa baron de l'Empire en 1810. Garat fut présenté à l'Empereur le 30 août de cette même année.
Par décret du 12 janvier 1814, Garat fut nommé capitaine au 4e bataillon de la 4e légion  de la Garde nationale de Paris. Aussi l'appelait-on en plaisantant, à la Banque de France, le capitaine Garat. Lors de l'agonie de l'Empire, après le congrès de Châtillon, il fut, une fois de plus, chargé du service de surveillance intérieure de la Banque. Sous la Restauration, en août 1814, il fut fait chevalier de la Légion d'honneur.
En 1818, il avait été décidé qu'en cas d'absence de Martin Garat, ce serait son fils Paul qui signerait les billets de la Banque. Quelques années plus tard, étant donné son âge (il avait soixante-quinze ans) et « l'énorme responsabilité qui a constamment pesé sur lui sans que cependant elle ait été jamais compromise », Martin Garat souhaita que son fils devînt son adjoint : le conseil de régence fut « unanime sur les éloges à donner au zèle, à l'exactitude et aux talents de M. le directeur » mais ne jugea pas à propos de créer la place d'adjoint.
Travailleur infatigable, Martin Garat devait rester à son poste jusqu'à sa mort. Lui-même et sa femme habitaient à Paris le palais de la Banque de France, 2, rue Neuve-des-Bons-Enfants (rue Radziwill actuelle), avec trois de leurs enfants : Saubade, Paul, Léonie et leurs familles ; le quatrième enfant, Charles, s'était fixé à Strasbourg.
Garat jouissait d'une assez belle fortune. Son traitement annuel de directeur de la Banque de France était de 24 000 francs, et la ferme du Grand et du Petit vivier à Orsay, de cent soixante-huit hectares, qu'il avait acquise en 1791, rapportait 10 000 francs. L'analyse du testament de Martin Garat, fait le 22 février 1829, donne le détail de ses biens à la fin de sa vie : 

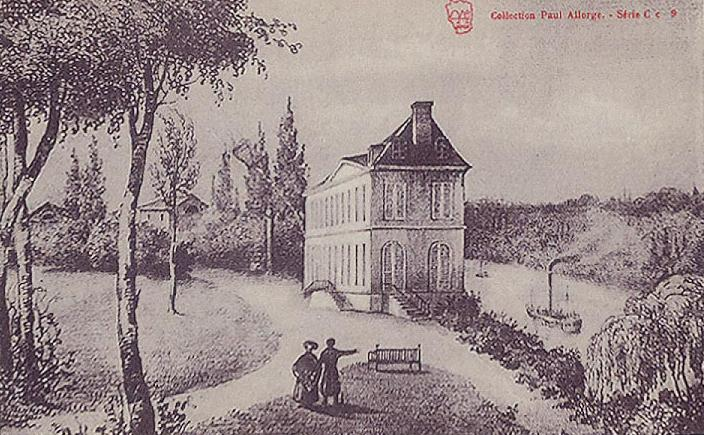
La campagne de la Briqueterie, propriété du baron Garat puis de la baronne et du baron Daumesnil.

- la ferme du grand et du petit vivier, à Orsay (350 000 francs) ;
- la campagne de la Briqueterie, à Ris, évaluée avec le mobilier (150 000 francs) ;
- vingt actions de la Banque de France (40 000 francs) ;
- mobilier et argenterie, à Paris (25 000 francs).

Martin Garat était à la Briqueterie quand il mourut le 11 mai 1830, âgé de quatre-vingt-un ans ; toutefois afin qu'il pût être inhumé à Paris au cimetière du Père-Lachaise (7e division),, son décès ne devait pas être constaté ailleurs que dans la capitale. Et ce fut son gendre, le général Daumesnil, qui eut la pénible mission de ramener le corps de son beau-père, assis dans une voiture.
Garat fut unanimement regretté. Une foule considérable assistait à ses obsèques, en l'église paroissiale des Petits-Pères. Tous les membres du conseil général de la Banque de France, ayant à leur tête le gouverneur, le duc de Gaëte, étaient présents. Les garçons de recette de la Banque, qui n'avaient pu accompagner le convoi, arrivaient au Père-Lachaise, de tous les quartiers de Paris, le sac sur le dos, afin de saluer une dernière fois leur directeur.
La baronne Garat mourut à Paris le 12 novembre 1847 et fut inhumée près de feu son époux.

## Titres
- Baron Garat et de l'Empire (décret du 15 août 1810, lettres patentes de 19 septembre 1810, Saint-Cloud[7]) ;

## Distinctions
- Chevalier de la Légion d'honneur (août 1814) ;

## Armoiries
| Figure | Blasonnement |
|        | Armes du baron Garat et de l'Empire Coupé au premier parti d'azur et de gueules, l'azur à la foi d'argent en barre, le gueules au signe des barons membres de collège électoral ; au deuxième de sable au lévrier couché, colleté et soutenu, et la tête contournée d'or., - Livrées : les couleurs de l'écu. |

## Hommages, honneurs, mentions, etc.
En 1905, le conseil municipal de Paris donna le nom de Martin Garat à une rue du XXe arrondissement, pour honorer sa mémoire.
Son nom de famille a été associé aux billets de banques (fafiots en argot) portant ce paraphe : 

« Garat, l'homme dont la signature est la mieux appréciée de toutes les signatures commerciales. »

— Alexandre Dumas, Mémoires

« De l'écu de cinq francs on s'élève au billet
Signé Garat ; bravo ! puis du billet de banque
On grimpe au million, rapide saltimbanque. »

— Victor Hugo, Les Châtiments (La famille est restaurée–Apothéose)

« On invente les billets de banque, le bagne les appelle des fafiots garatés du nom de Garat, le caissier qui les signe. »

— Honoré de Balzac, Splendeurs et misères des courtisanes
Garat et sa descendance habitaient le palais de la Banque, et l'on disait, en parlant de la Banque de France : « le Niagara  » (le nid à Garat).[réf. nécessaire]

## Vie familiale
Martin Garat épouse Charlotte Gebaüer (1772-1847), sœur de Michel-Joseph, François-René, Pierre-Paul et Étienne-François Gebauer.
L'aînée des enfants des Garat, Saubade (1792-1859), avait épousé, en 1810, le baron Louis Vallin, colonel du 6e régiment de hussards, qui servait alors en Italie.
Léonie (1795-1884), troisième enfant, avait épousé, à l'âge de seize ans, en 1812, le général baron Pierre Daumesnil. Le prince Louis-Napoléon Bonaparte, président de la République française, nommera, en 1851, Léonie Daumesnil surintendante de la Maison d'éducation de la Légion d'honneur  de Saint-Denis. Elle restera à ce poste jusqu'en 1869.
Seul, le quatrième enfant des Garat, Charles, avait quitté le cocon familial. Il avait épousé, en 1827, Joséphine, fille de Charles Louis Schulmeister, ancien commissaire général des armées impériales. Il était devenu manufacturier à Strasbourg ; mais son entreprise périclita et, en 1841, il intégrera la Banque de France dont il dirigea la succursale de Strasbourg.

#### Pour approfondir
- « Garat, Martin (1748-1830), directeur de la Banque de France », sur www.napoleon.org, Fondation Napoléon (consulté le 9 août 2011).